# Жужі Єлінек
Жужі Єлінек (хорв. Žuži Jelinek, до шлюбу Сузана Фербер; 17 липня 1920 — 23 січня 2016) — хорватська стилістка єврейського походження з Угорщини, дизайнерка і письменниця.

## Дитинство і юність
Народилася в 1920 році в Будапешті в родині бідних євреїв, Ізидора і Ружі Ферберів. Мала трьох братів: Імре, Олександра та Івана. Батько змінив прізвище з «Фарбер» на «Фербер». Дід Сузани по батьковій лінії — Моріц Фарбер, торговець текстилем із Лудбрега. Її батьки були глухими, батько був майстром пензлів із Лудберга, а мати домогосподаркою з Угорщини. Вони познайомилися в Будапешті, де знаходилась єдина у регіоні спеціалізована школа для глухих людей. Після народження Сузани її родина переїхала до Загреба, де жила в кінці дороги Максимир, під номером 54а в найбіднішій частині міста в складних умовах. Сестра батька була одружена з заможним євреєм у Загребі, але Сузана і її брати не мали великої користі від цього. Тітка соромилася свого бідного глухого брата, тому, коли його родина гостювала в неї, вона тримала їх на кухні, адже, як переказувала Жужі, вони були не достатньо хорошими для кімнат будинку.
Сузана пішла до школи в Боронгаї — тоді селищі під Загребом. Закінчила Загребську школу кравців.

## Кар'єра
У 17 років Сузана Фербер почала працювати в Парижі швачкою на заводі Ніни Річчі. У Парижі познайомилася з Коко Шанель, на яку короткий час працювала.
Після початку Другої світової війни в 1939 році повернулася до Загреба, відкрила там крамницю, де шила для багатих єврейських сімей. Фербер почала активно вивчати мови: протягом життя опанувала сім мов. 
У 1941 році одружилася з загребським стоматологом Еріхом Єлінеком. Народила сина Івицю і дочку Діану.
Після створення Незалежної Держави Хорватії у 1941 році через переслідування євреїв усташами загинули всі троє братів Сузани: Імре в 1941 році — у в'язниці Керестинця, Олександр у концтаборі Ядовно, а Іван — у невідомому місці. Під час перебування в Рієці, куди Єлінек переїхала з чоловіком, дізналася, що її батьків планують депортувати до концентраційного табору Ясеновац. Вона поїхала в Сушак до італійського офіцера і звабила його заради порятунку своїх батьків.
|  | За життя батьків я заплатила сексом і я не шкодую, мені байдуже, що ви думаєте про це. |

У вересні 1943 року вступила до Народно-визвольної армії Югославії, в якій була медсестрою.
Після війни працювала кравчинею, згодом — дизайнеркою.
Наприкінці 1950-х років показала свої перші моделі на журналах за кордоном і відвідала країни Європи, Америку, Близький і Далекий Схід. Югославська преса назвала Жужі Єлінек послом моди. Зарубіжні журналісти називали її найвідомішим модельєром за «залізною завісою». У 40 років Єлінек оселилася в США.
Успіхи та подорожі Єлінек дратували Йосипа Броза Тіто, який вважав, що просування її одягу під іменем Жужі Єлінек не є корисним для соціалізму СФР Югославії. Замість цього Тіто запропонував їй місце директорки македонської компанії моди «Тетекс», під маркою якої Єлінек представляла б свої моделі. Вона відкинула цю пропозицію, а незабаром після цього у 1962 році Тіто у своєму виступі назвав її «негативним елементом для СФР Югославії». Єлінек сказали, що краще залишити країну. Вона переїхала з дітьми та батьками до Женеви (Швейцарія). Зараз на тій же вулиці, де вона знайшла найдешевшу квартиру для них п'ятьох, є чотири будинки, що до смерті перебували в її власності.
У 1964 році Єлінек повернулася на прохання Тіто і стала особистою стилісткою його дружини Йованки Броз. Повернувшись до Загреба, Єлінек дізналася, що її чоловік зрадив їй, і розійшлася з ним. Вона продовжувала наполегливо працювати і подорожувала світом.
Упродовж усієї своєї кар'єри Єлінек продавала модний одяг у США, Японії та у всій Європі.
З 1994 року Єлінек була регулярною оглядачкою хорватського жіночого журналу «Gloria». Протягом життя написала десять книжок, остання з яких була видана в 2013 році під назвою «Вітання чоловіків» і складалася з її колонок із журналу «Gloria». Інші книжки Єлінек розповідали про щоденні проблеми, медичну освіту, особисту гігієну та грошові відносини.
У 2007 році Хорватське радіотелебачення зняло про Єлінек документальний фільм «Я не заслуговую на це». Стівен Спілберг, дізнавшись про історію єврейки, яка ризикнула життям, щоб урятувати батьків під час Голокосту, вирішив зняти і запросив її головною радницею фільму. Єлінек не хотіла жити в США два роки, тому відхилила пропозицію.
Єлінек була членкинею Ради єврейської громади Загреба.
Жужі Єлінек одружувалася чотири рази, востаннє у віці 80 років із суддею Милорадом Ронкуліном.
Жужі Єлінек померла у Загребі 23 січня 2016 року.

## Публікації
- Seks liječi sve, 2004
- Žene, osvajajte..., 2010
- Mijenjaju li se muškarci, 2011
- Žuži – Život Žuži Jelinek, 2014